# بيت مليك (المحويت)
بيت مليك هي إحدى قرى الجمهورية اليمنية. تتبع جغرافيا لمحافظة المحويت و إداريًا لمديرية شبام كوكبان. يبلغ تعداد سكانها 2248 نسمة حسب الإحصاء الذي أجري عام 2004.